# Ulrich Bernsdorff
Ulrich „Uli“ Bernsdorff (* 21. Oktober 1929 in Mensguth; † 12. Januar 2003 in München) war ein deutscher Schauspieler und Synchronsprecher.

## Leben
Er hatte öfter Rollen in Krimihörspielen, so etwa in dem Hörspiel Chance eins zu tausend von Philip Levene, das 1964 vom BR produziert wurde, in der Folge Gefrorenes Alibi aus der gleichen Krimireihe und in Besuch ohne Anmeldung von Arnold E. Ott aus dem Jahr 1969. In Gestatten, mein Name ist Cox sprach er den Sergeanten Collins. Die Folge Trommeln in der Nacht wurde 2006 als Audiobook herausgebracht. Ferner hatte er 1953 eine Rolle in dem Hörspiel Ulla Winblad nach dem gleichnamigen Stück von Carl Zuckmayer.
In der Folge Blutspuren der Hörspielreihe Mein Freund Winnetou von 1980 sprach er den Pajute-Häuptling.

## Filmografie
- 1961/62: Unternehmen Kummerkasten (Fernsehserie, 15 Folgen) – Regie: Albert Loesnau
- 1967: Der Werbeoffizier (Fernsehfilm)
- 1987: Die glückliche Familie (Gastauftritt)
- 1990: Mit den Clowns kamen die Tränen
- 1992: Forsthaus Falkenau, Folge Zurück nach Falkenau (1992)

## Synchronisierte Filme
Er synchronisierte
- 1941 den Film Sein letztes Kommando als Fitzhugh Lee
- 1977 den Film Die Brüder Löwenherz als Hubert
- 1988 den Film Big Man – im Netz der Drogenmafia als Mr. Whitecat
- 1999 den Film Die Asche meiner Mutter als St. Vincent-Mann #3
- sowie einige Simpsonsfolgen, u. a. als Grampa Simpson, Jasper Beardly und Reverend Lovejoy